# Аль-Мактум (стадіон)
Аль-Мактум (араб. ملعب آل مكتوم) — футбольний стадіон у місті Дубай, в Об'єднаних Арабських Еміратах. Місткість арени складає 14 000 глядачів. Свої матчі грає на ньому команда «Ан-Наср» (Дубай).

## Історія
Був відкритий в 1945 році.
На об'єкті були зіграні, зокрема, частина зустрічей Кубка Азії 1996. Також був однією з арен молодіжного чемпіонату світу з футболу 2003 року.
Пізніше стадіон приймав Кубок Азії 2019 року, на стадіоні пройшли шість матчів, включно з одним з чвертьфіналів.